# Amphoe Na Tan
Amphoe Na Tan (Thai: อำเภอ นาตาล) ist ein Landkreis (Amphoe – Verwaltungs-Distrikt) im Nordosten der Provinz Ubon Ratchathani. Die Provinz Ubon Ratchathani liegt in der Nordostregion von Thailand, dem so genannten Isan.

## Geographie
Benachbarte Landkreise (von Süden im Uhrzeigersinn): die Amphoe Pho Sai und Khemarat in der Provinz Ubon Ratchathani. Nach Osten liegt auf dem anderen Ufer des Mekong die Provinz Salavan von Laos.
Der wichtigste Fluss des Landkreises ist der Mekong.

## Geschichte
Na Tan wurde am 30. April 1994 zunächst als „Zweigkreis“ (King Amphoe) eingerichtet, indem sein Gebiet vom Amphoe Khemarat abgetrennt wurde.
Am 15. Mai 2007 hatte die thailändische Regierung beschlossen, alle 81 King Amphoe in den einfachen Amphoe-Status zu erheben, um die Verwaltung zu vereinheitlichen.
Mit der Veröffentlichung in der Royal Gazette „Issue 124 chapter 46“ vom 24. August 2007 trat dieser Beschluss offiziell in Kraft.

## Verwaltungseinheiten
Provinzverwaltung
Der Landkreis Na Tan ist in vier Tambon („Unterbezirke“ oder „Gemeinden“) eingeteilt, die sich weiter in 64 Muban („Dörfer“) unterteilen.
| Nr. | Name       | Thai   | Muban | Einw.  |
| --- | ---------- | ------ | ----- | ------ |
| 1.  | Na Tan     | นาตาล  | 18    | 11.274 |
| 2.  | Phalan     | พะลาน  | 13    | 06.536 |
| 3.  | Kong Phon  | กองโพน | 14    | 07.626 |
| 4.  | Phang Khen | พังเคน  | 19    | 11.116 |

Lokalverwaltung
Es gibt vier „Tambon-Verwaltungsorganisationen“ (องค์การบริหารส่วนตำบล – Tambon Administrative Organizations, TAO) im Landkreis:
- Na Tan (Thai: องค์การบริหารส่วนตำบลนาตาล)
- Phalan (Thai: องค์การบริหารส่วนตำบลพะลาน)
- Kong Phon (Thai: องค์การบริหารส่วนตำบลกองโพน)
- Phang Khen (Thai: องค์การบริหารส่วนตำบลพังเคน)